# EBay (chanson)
Pour l’article homonyme, voir eBay.
Singles de Weird Al Yankovic
Canadian Idiot
(2006) Whatever You Like
(2008)
eBay est une chanson parodique du chanteur Weird Al Yankovic. Elle est issue de l'album Poodle Hat. Cette chanson parodie I Want It That Way des Backstreet Boys. Elle porte sur les internautes se servant de eBay, le site mondial d'achat en ligne, pour y vendre et enchérir sur tout et n'importe quoi. Des références à Farrah Fawcett, Pac Man, PayPal, Visa et Dr.Dre y sont présentes.